# Филип I фон Ербах
Филип I фон Ербах (на немски: Philipp I von Erbach; * пр. 1425; † 20 януари 1461) е наследствен шенк на Ербах, Райхенберг в Райхелсхайм в Оденвалд и Курмайнц, съветник 1453 г.
Той е син на шенк Конрад VII фон Ербах († 23 юни 1423) и съпругата му Агнес фон Ербах-Ербах († сл. 1423), дъщеря на шенк Еберхард VIII фон Ербах-Ербах († 1373) и графиня Елизабет фон Катценелнбоген † сл. 1385), дъщеря на граф Еберхард III фон Катценелнбоген († 1328) и Агнес фон Бикенбах († 1354).
Брат е на Маргарета фон Ербах († 20 май 1448), омъжена за Йохан III фон Ербах († 8 февруари 1458), син на шенк Еберхард X фон Ербах в Ербах, и на Елизабет († сл. 1458).
През 1270 г. Ербахите правят първата подялба, от която се създават трите линии:
- Стара линия Ербах-Ербах (до 1503)
- Средна линия Ербах-Райхенберг (Фюрстенау)
- Млада линия Ербах-Михелщат (до 1531)

Филип I фон Ербах умира на 20 януари 1461 г. и е погребан в Михелщат.

## Фамилия
Филип I фон Ербах се жени пр. 1441 г. за Лукарда фон Епенщайн († 1477), дъщеря на Еберхард II фон Епщайн-Кьонигщайн († 1443) и Анна фон Кронберг († 1442). Те имат осем деца:
- Еберхард († 5/25 юни 1454), каноник в Ашафенбург 1451 г.
- Конрад (* пр. 1452; † 22 юни 1482 в Ашафенбург), Курмайнцски таен съветник, каноник в Ашафенбург 1452, домхер в Трир ок. 1458 и в Майнц 1462, домхер и домкустос във Вормс
- Георг I фон Ербах (* пр. 1438; † 17 март 1481), шенк на Ербах, женен 1472 г. за Кордула фон Фраунберг-Хааг († 28 март 1501), дъщеря на Ханс VI фон Фраунберг, фрайхер цу Хаге († 1477) и Анна фрайин фон Папенхайм († сл. 1477)
- Адолар (* пр. 1451; † сл. 1497), домхер в Майнц
- Елизабет († сл. 1495), монахиня в Гересхайм 1452, абатиса на Боргхорст (1452 – 1495)
- Мария (* пр. 1466; † сл. 1514), абатиса на Фреден (до 1511)
- Геновева († сл. 1514), „кюстерин“ 1466, „прьопстин“ на Фреден 1472 г.
- Сабина († 1492), монахиня в Китцинген